# Pantera din subterană
Pantera din subterane sau  Pantera din subterană este un roman din 1995 al autorului israelian Amos Oz, publicat în traducere în română în 2003 de Editura Univers în colecția Romanul Secolului XX.

## Rezumat
Romanul reminiscent al lui Oz descrie faptele unui băiat de doisprezece ani în 1947, ultimul an al mandatului britanic pentru Palestina, în timpul conflictului britanico-sionist. 
Tânărul Proffy a organizat o celulă subterană pro-Israel care își propune să arunce în aer Palatul Buckingham sau reședința prim-ministrului Regatului Unit. Aceste vise eroice nu sunt un pericol pentru nimeni, dar prietenia lui Proffy cu un soldat britanic amabil îi face pe cei doi colegi pantere să-l acuze de trădare.

## Personaje
- Proffy – Personaj principal;
- sergent Dunlop – soldat britanic care se împrietenește cu Proffy;
- Ben Hur – prietenul lui Proffy;
- Tchita – Prieten al lui Proffy;
- mama lui Proffy;
- Tatăl lui Proffy .

## Film
Filmul Micul trădător (The Little Traitor, 2007), cu Alfred Molina, se bazează pe carte.